# Schoenoplectus corymbosus
Schoenoplectus corymbosus là loài thực vật có hoa trong họ Cói. Loài này được (Roth ex Roem. & Schult.) J.Raynal miêu tả khoa học đầu tiên năm 1976.